# فرسان (مجلة)
مجلة الفرسان هي مجلة إماراتية شهرية تصدر عن مؤسسة النداء للإنتاج والتوزيع الفني، عنوانها: ص. ب 27003 أبو ظبي. شعارها: «مجلة الفتيات والفتيان في كل مكان». صدرت المجلة لأول مرة في أوائل عام 2003م، توجه المجلة إلى الأطفال من الثامنة حتى السابعة عشر.
تنشر المجلة القصص الكرتونية الكاملة، وأيضاً المسلسلة والروايات رغم أن المجلة شهرية، وتعتمد المجلة على قصص الكرتون حيث بلغ عدد صفحاتها في إحدى الأعداد 5 صفحات من بين 36 صفحة ملونة ذات قطع 22×27 سم من نوع الورق المصقول، رسوم المجلة يرسمها رسامون عرب، وتنشر القصص النثرية بمساحات أكبر، وتُدرج التسالي تحت باب ميدان المنوعات، تتمثل في كلمات متقاطعة وأكمل الرسم، ثم لون، وأوصل النقاط وفرق، إضافةً إلى المعلوماتية حيث هناك اختراعات وتواريخ وصفحة للفرسان الكتب.
لا يوجد في المجلة مسابقات أو ملاحق، ولا تنشر المجلة صوراً للقراء لكنها تدعوهم للمساهمة فيها بكتاباتهم. سعر المجلة في الإمارات 5 دراهم، وفي مصر جنيه واحد، ولا تعتمد المجلة على الإعلانات.

## الأبواب
- ميدان الفرسان
- ميدان الحاسوب والإنترنت
- بنات في الميدان
- فرسان المروج الأربعة
- ميدان التاريخ
- فارس يحب القراءة
- نوادر الشعر
- إبحار قلم

## فريق العمل
- المدير العام ورئيس مجلس الإدارة: محمود أحمد القيسية
- رئيس التحرير: محمد محمود القيسية
- مدير التحرير: عبد العزيز محمود القيسية
- المدير الفني: رائدة محمود القيسية.

### الكُتَّاب
- عبد التواب يوسف
- جليل خزعل
- محمود أبو فروة الرحبي
- خليل عبد الكريم
- علي رمان
- جميلة زنير
- جعفر صادق
- لمياء عبد الصاحب

### الرسامون
- علي عمرو
- ذر الصائغ
- نبيل يعقوب
- هاني مسعود
- مؤيد نعمة